# Térmens
Térmens – gmina w Hiszpanii, w prowincji Lleida, w Katalonii, o powierzchni 27,61 km². W 2011 roku gmina liczyła 1587 mieszkańców.